# Liste du patrimoine immobilier classé d'Estaimpuis
Cette page regroupe l'ensemble du patrimoine immobilier classé de la ville belge d'Estaimpuis (Steenput).
| Objet | Année de construction / Architecte | Adresse | Section communale | Coordonnées                      | Numéro d’inventaire | Illustration                                                                 |
| --- | ---------------------------------- | ------- | ----------------- | -------------------------------- | ------------------- | ---------------------------------------------------------------------------- |
| L'église Saint-Amand |                                    |         | Bailleul          | 50° 40′ 08″ nord, 3° 19′ 03″ est | 57027-CLT-0001-01   | L'église Saint-Amand                                                         |
| L'église Saint-Vaast |                                    |         | Evregnies         | 50° 42′ 48″ nord, 3° 17′ 13″ est | 57027-CLT-0002-01   | L'église Saint-Vaast                                                         |
| Les ruines de l'ancien château de la Royère à Néchin (M) et leurs abords (S) |                                    |         | Néchin            | 50° 40′ 32″ nord, 3° 16′ 33″ est | 57027-CLT-0003-01   | Les ruines de l'ancien château de la Royère à Néchin (M) et leurs abords (S) |
| L'église de Saint-Léger |                                    |         | Saint-Léger       | 50° 42′ 21″ nord, 3° 18′ 51″ est | 57027-CLT-0004-01   | L'église de Saint-Léger                                                      |
| Le parcours wallon du canal de l'Espierres traversant les communes d'Estaimpuis et de Pecq, y compris les infrastructures du canal, à savoir : les ouvrages éclusiers, trois ponts-levis métalliques et les chemins de halage ainsi que les rangées de peupliers qui les bordent (S) et établissement d'une zone de protection aux abords du canal (ZP) (+ PECQ/Warcoing) |                                    |         |                   | 50° 41′ 28″ nord, 3° 15′ 23″ est | 57027-CLT-0005-01   | Canal de l'Espierre                                                          |